# Napos oldal (film, 1983)
A Napos oldal 1983-ban bemutatott magyar tévéfilm, amit Mihályfy Sándor rendezett Karácsony Benő erdélyi író legismertebb műve, az 1936-ban született, azonos című regénye alapján.

## Cselekmény
A történet főhőse Felméri Kázmér, akit a kezdeti jelenetekben még hivatalnokként dolgozik, de elhagyja állását és molnárnak áll, később kiderül, hogy a szobrászathoz is van tehetsége. A sajátos életszemlélettel rendelkező fiatal férfi teljes belső szabadságban éli az életét egy átlagos miliőjű kisváros jellegzetes figurái között. A helyes világnézetet – amit környezete oly nagyra tart – nem sokra tartja, arról egy helyütt így beszél: „Szerettem a napot, a varjakat, a hegyeket, a topolyafákat, a virágzó szamárkórót és több effélét, de azt a kancsalságot, amelyet világnézetnek neveznek, ó ezt múló és értéktelen dolognak tartottam. Ma is az a nézetem minden világnézetről, hogy az úgy nézi a világot, mint mi a holdat: mindig csak egyik oldalát látja, és halvány gőze sincs arról, hogy mi történik az érem másik oldalán.” Szavai szerint szeret a nevezett érem mindkét oldalára „rákacsintani” és ekként is igyekszik élni az élet "napos oldalán".

## Közreműködők

### Szereplők
- Székhelyi József – Felméri Kázmér
- Mensáros László – Dr. Éberlein, falusi orvos
- Kubik Anna – Dukics Anna
- Balázs Péter – Tömzsi
- Benedek Miklós – Fapofa
- Timár Béla – Lólábú
- Molnár Erzsébet – Veronka
- Kun Vilmos –
- Ambrus András –
- Balzán István –
- Botár Endre –
- Dégi István – Sramm úr
- F. Nagy Károly –
- Inke László – igazgató
- Kádár Flóra –
- Máday György –
- Máthé Erzsi –
- Paudits Béla –
- Pogány Margit –
- Prókai István –
- Solti Bertalan –
- Őze Lajos – cipész

### Alkotók
- Rendező: Mihályfy Sándor
- Író: Karácsony Benő
- Forgatókönyvíró: Marosi Gyula
- Operatőr: Kecskés László
- Adaptáció: Jánosi Antal